# Religión en Eslovenia
La religión en Eslovenia está representada principalmente por el cristianismo, primariamente como el catolicismo. Otros grupos cristianos corresponden a la iglesia ortodoxa y al protestantismo (luterano). Otras religiones corresponden al islam, Judaísmo e hinduismo. Según el censo del 2002, alrededor de un 18 % de la población son ateas o agnósticas.
La religión jugó un rol significativo en el desarrollo de la nación eslovena.[cita requerida] Después de siglos de un estado confesional cristiano, solo interrumpidos por la reforma protestante del siglo XVI y el socialismo establecido después de la Segunda Guerra Mundial, un grado de separación entre el estado y la iglesia se logró tras la independencia de Eslovenia. En febrero de 2007, se aprobó una nueva Ley de Libertad Religiosa enfocada principalmente hacia la Iglesia Católica (particularmente en lo que respecta a la financiación estatal), además de establecer condiciones estrictas para el registro de nuevas comunidades religiosas.

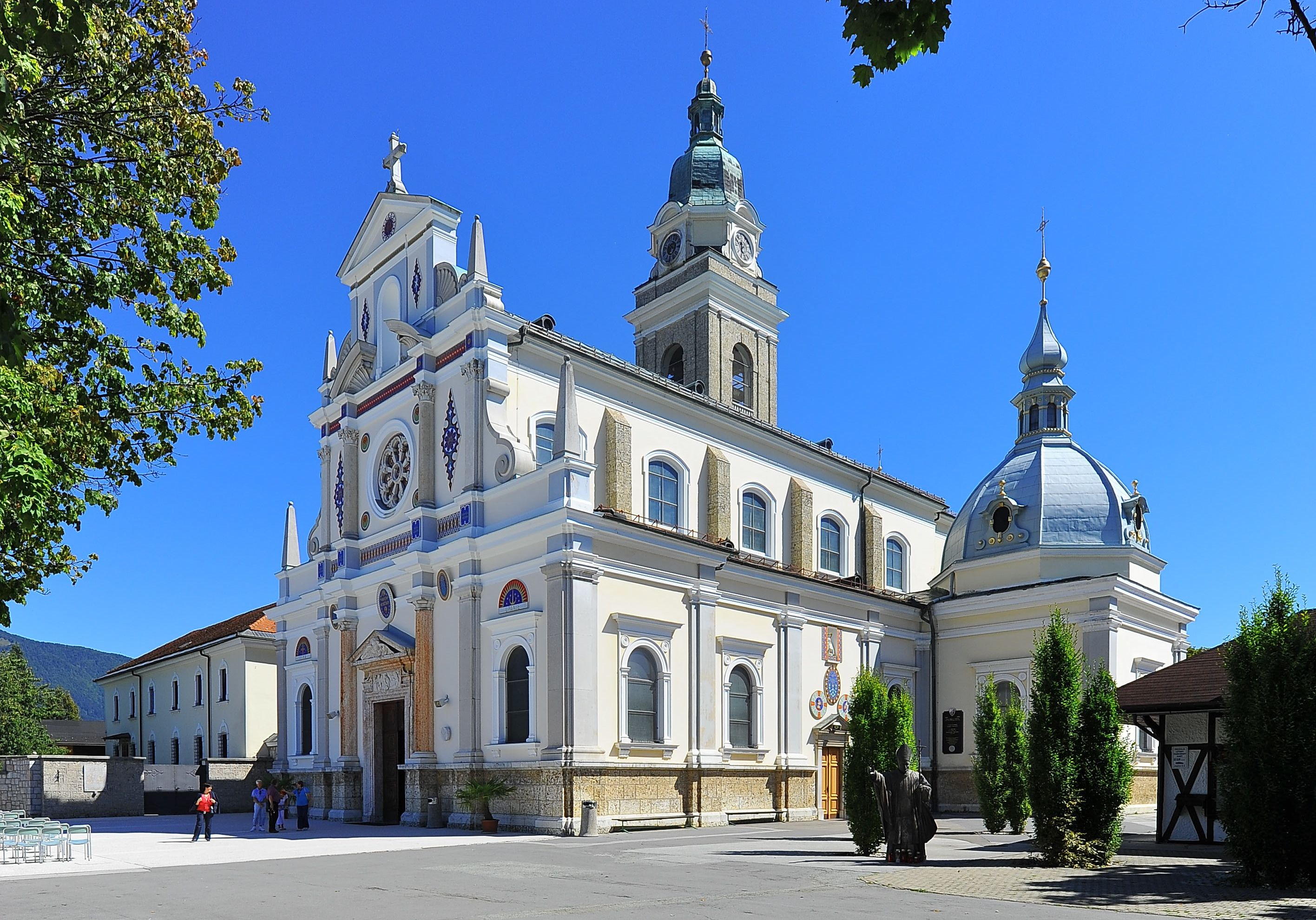
Basílica de la Virgen María en Brezje

## Demografía
Según una encuesta realizada en 2019, los eslovenos se identificaron como: católicos 72.1 %, irreligiosos 18 %, ortodoxos 3.7 %, protestantes 0.9 %, otros cristianos 1 %, musulmanes 3 %, otras religiones 3 % y no declarado 2 %.